# Sphynx
Sphynx eller nakenkatt är en raskatt som började födas upp i Kanada på 1960-talet och som lätt känns igen på sitt mycket speciella utseende. Dess främsta kännetecken är att den saknar päls, vilket orsakas av ett recessivt anlag som beror på en mutation. Den är dock inte helt hårlös, utan har väldigt kort päls på vissa ställen, främst i ansiktet. Sphynxens ansikte har ett speciellt utseende med stora fladdermusliknande öron och rynkor i huden som är synliga på grund av hårlösheten. En sphynx känns varm och len att vidröra och dess hud är känslig för sol, kyla och uttorkning. Sphynxkatter är nyfikna och sociala. Rasen kallades tidigare canadian. Den godkändes av det internationella raskattförbundet FIFe 2002.

## Allergi
Uppfattningen att sphynxen inte skulle vara allergiframkallande är felaktig men huruvida den ändå skulle vara en bättre katt för kattallergiker är omdiskuterat.
Sphynxen har som alla katter en "Fel d 1" antigen vilket är den vanligaste antigenen som kattallergiker är överkänslig emot. Antigenet "Fel d 1" finns i låga koncentrationer i kattens saliv och i höga koncentrationer i hudens talgkörtlar och i det talg som utsöndras. Mest "Fel d 1" finns i ansiktet. Fjällande hud och torkad saliv längst hårstråna med höga Fel-d-1 halter är största orsaken till att kattallergiker får en allergisk reaktion.
Sphynxen är näst intill hårlös vilket gör att allergenet inte sprids på samma sätt längs hårstråna. Den utsöndrar mer talg som visserligen innehåller Fel d 1 men som samtidigt minskar fjällning varför rasen producerar mycket mindre omkringflygande hudflagor än pälsbärande katter. Detta medför färre luftburna allergener, speciellt om katten badas två gånger i veckan. Icke-kastrerade hankatter har fler talgkörtlar och är därför mer allergiframkallande än honor. Det finns samband mellan kastrering och en betydande minskning av allergenproduktion.